# Route nationale 125 (France)
Pour les articles homonymes, voir Route nationale 125.
La route nationale 125, ou RN 125, est une route nationale française reliant Montréjeau au Pont du Roi à Fos (frontière espagnole). La prolongation de la route côté espagnol s'appelle Route nationale 230 (Espagne) jusqu'à Lerida.
À l'origine, elle reliait Portet-sur-Garonne (à côté de Toulouse) à Saint-Martory et Montréjeau à l'Hospice de France à Bagnères-de-Luchon. Entre Saint-Martory et Montréjeau, la RN 125 était confondue avec la RN 117.

## Histoire

### Création de la route
En 1824, la route royale 125 est définie « de Toulouse à Bagnères-de-Luchon et en Espagne ». « Elle s'embranche, entre Toulouse et Muret, sur la route no 20 de Paris à Toulouse. La partie entre Saint-Martory et Montréjeau, par Saint-Gaudens, appartient à la route no 117 de Perpignan à Bayonne. » Elle succède à la route impériale 145.

### Déclassements et modifications de tracé
À la suite de la réforme de 1972, la RN 125 a vu ses deux extrémités modifiées. La RN 117 s'est dirigée vers Toulouse et non plus Rivesaltes et a donc remplacé la RN 125 entre Saint-Martory et Portet-sur-Garonne (avant d'être, par la suite, convertie en A64). L'autre tronçon terminal a été déclassé en RD 125 entre Esténos et l'Hospice de France. En contrepartie, la RN 125 a remplacé la RN 618C et s'est donc dirigée vers le Pont du Roi et Vielha.
Du fait de déviations, l'ancien tracé a pris les noms de RD 125B dans Cierp-Gaud et de RD 125C entre Antignac et Bagnères-de-Luchon.
Le décret du 5 décembre 2005 conserve cette route dans le réseau national avec une nouvelle modification de tracé. Le tronçon reliant Chaum au Pont du Roi (soit l'ancienne RN 618C) subsiste, mais la section entre Labroquère et Chaum est abandonnée au profit de la D 33, qui est d'ailleurs l'itinéraire principal ; il ne reste donc presque rien de la RN 125 historique.
Le 6 janvier 2023, le gouvernement a annoncé le transfert de 360 km de routes nationales situées en région Occitanie, dont l'intégralité de la route nationale 125. La décision, en date du 4 janvier 2023 (parue au Journal officiel le 8), indique une mise à disposition de cette route à la région, en application de l'article 40 de la loi no 2022-217 du 21 février 2022 relative à la différenciation, la décentralisation, la déconcentration et portant diverses mesures de simplification de l'action publique locale, dite « loi 3DS ». Initialement prévu le 1er janvier 2024, la mise à disposition sera effective au plus tôt le 1er janvier 2025

### Déviation de Saint-Béat
Le dernier aménagement en cours sur cette route est la déviation de Saint-Béat - Arlos avec le creusement d'un tunnel d'une longueur d'un kilomètre environ (1 066 m) et la construction d'un nouveau pont sur la Garonne. Le tunnel a été inauguré le 30 avril 2018, non sans protestation de la part de la population locale, puisque le contournement total de Saint-Béat n'est toujours pas achevé faute de budget suffisant pour terminer la jonction avec le nouveau pont sur la Garonne. En effet, le budget initial (105 millions d'euros) a connu un fort dépassement pour être porté à 142 millions d'euros du fait de contraintes écologiques (écrevisses blanches et sources pétrifiantes) non prévues au départ.
Dans l'attente de l'achèvement des travaux entre le tunnel et le pont d'Arlos, les usagers doivent continuer à passer par le bourg de Saint-Béat. Les travaux ont repris en novembre 2021 après trois ans d'interruption.
À ce jour, les 2,5 km manquants sont prévus pour être achevés en 2024 ce qui permettra un contournement total de la commune de Saint-Béat. Dans cette attente, faute de liaison avec le nouveau pont construit sur la commune d'Arlos, le trafic souhaitant rejoindre l'Espagne est dévié à la sortie du tunnel vers le sud du centre-ville de Saint-Béat (avec l'installation de nouveaux feux tricolores pour réguler la circulation des poids lourds et le passage en angle droit sur le « vieux » pont sur la Garonne).

## Sécurité
La route N125 et D125 est la plus accidentogène du département entre 2006 et 2015 : ceci signifie qu'avec 13 tués pour 31 kilomètres de voie, l'accidentalité de 0,419 tués par kilomètre, est la plus élevée de la Haute-Garonne, sur cette période.

## Historique (tracé de Portet-sur-Garonne à Bagnères-de-Luchon)

### Ancien tracé de Portet-sur-Garonne à Saint-Martory (N 117 & A 64)
- Portet-sur-Garonne
- Roques-sur-Garonne
- Muret
- Saint-Michel, commune de Carbonne
- Tachoires, commune de Lavelanet-de-Comminges
- Pouléjon, commune de Cazères
- Martres-Tolosane
- Boussens
- Mancioux
- Saint-Martory

### Tracé actuel de Montréjeau à Esténos (N 125)

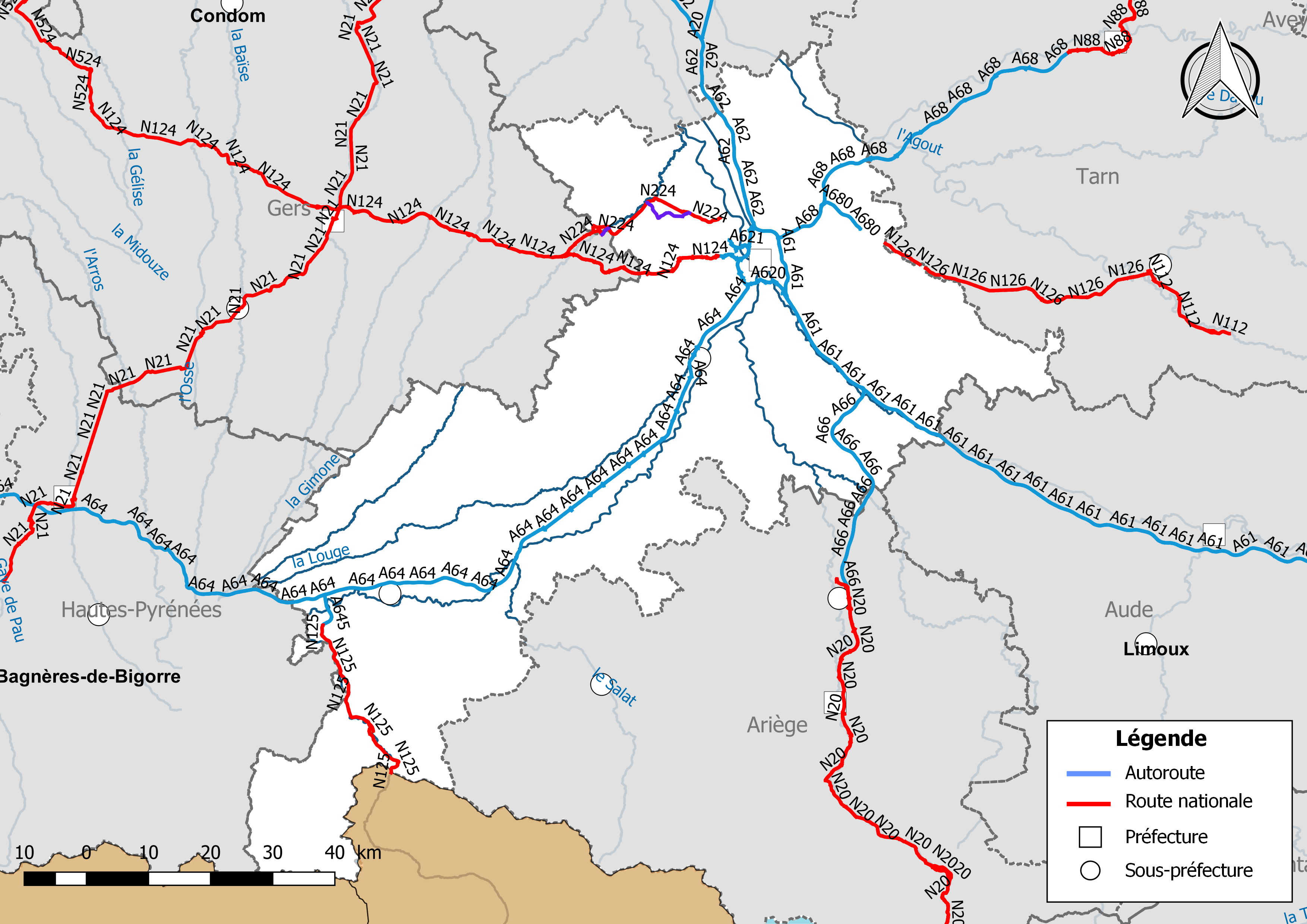

- Montréjeau (km 93)
- Gourdan-Polignan (km 95)
- Labroquère (km 99)
- Loures-Barousse (km 101)
- Bertren (km 105)
- Bagiry (km 107)
- Saléchan (km 110)
- Esténos (km 111)

### Ancien tracé d'Esténos à l'Hospice de France (D 125)
- Esténos
- Cierp-Gaud
- Le Pont-de-Cazaux, commune de Cazaux-Layrisse
- Antignac
- Moustajon
- Bagnères-de-Luchon
- Hospice de France, commune de Bagnères-de-Luchon

### Fin du parcours jusqu'à la frontière espagnole (D 125w)[9]
- Hospice de France
- Port de Vénasque

## Tracé actuel de Montréjeau au Pont du Roi

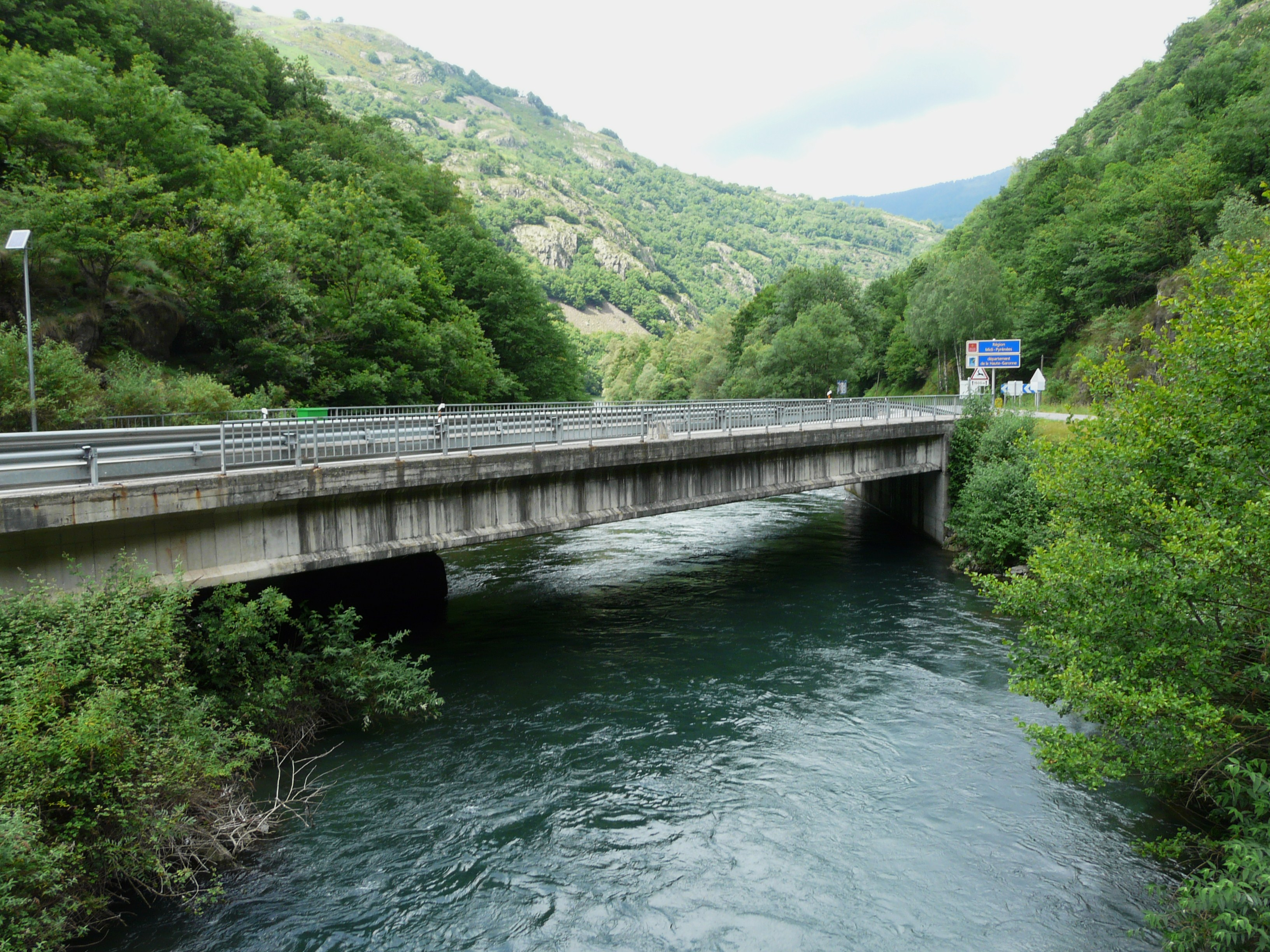
Le Pont du Roi avec la N-230 à gauche et la N125 à droite.

| Nom   |  | Communes         | km   | Description |
| ----- |  | ---------------- | ---- | --- |
| D 825 |  | Montréjeau       | 0    | vers Lannemezan, Saint-Gaudens |
| "     |  | Montréjeau       | 0.3  | D 8A vers Ausson |
| "     |  | Montréjeau       | 0.3  | Sortie de Montréjeau, Pont sur la Garonne |
| "     |  | Gourdan-Polignan | 1.3  | vers Huos |
| "     |  | Seilhan          | 3.0  | Giratoire avec la rue d'Arnat |
| N 125 |  | Seilhan          | 3.5  | Giratoire : vers Pau, Tarbes, Toulouse (péage) vers Martres-de-Rivière, Saint-Gaudens D 8A vers Seilhan vers Lérida, Loures-Barousse, Luchon |
| "     |  | Barbazan         | 5.3  | vers Loures-Barousse D 26E vers Barbazan |
| "     |  | Barbazan         | 6.7  | vers Valcabrère, Barbazan |
| "     |  | Barbazan         | 7.7  | D 33D vers Loures-Barousse, Barbazan |
| "     |  | Luscan           | 8.8  | D 33L vers Barbazan |
| "     |  | Luscan           | 10.0 | D 33C vers Izaourt |
| "     |  | Galié            | 12.3 | D 33P vers Galié |
| "     |  | Galié            | 12.7 | D 33B vers Galié, Mont-de-Galié, Bagiry |
| "     |  | Ore              | 14.6 | D 33K vers Ore |
| "     |  | Ore              | 15.0 | D 33A vers Ore |
| "     |  | Ore              | 15.7 | D 33A vers Siradan |
| "     |  | Fronsac          | 15.7 | D 33S vers Fronsac |
| "     |  | Chaum            | 19.0 | D 825A vers Fronsac, Chaum vers Esténos, Cierp-Gaud                                                                                          |
| "     |  | Chaum            | 21.0 | D 825A vers Chaum |
| "     |  | Eup              | 22.3 | D 44F vers Eup |
| "     |  | Eup              | 22.9 | D 44F vers Eup |
| "     |  | Saint-Béat-Lez   | 24.1 | vers Saint-Béat, Boutx |
| "     |  | Saint-Béat-Lez   | 24.1 | Pont sur la Garonne |
| "     |  | Saint-Béat-Lez   | 24.1 | vers Marignac, Cierp-Gaud |
| "     |  | Saint-Béat-Lez   | 24.5 | D 44E vers Boutx |
| "     |  | Fos              | 30.0 | route vers Fos |
| "     |  | Melles           | 31.8 | Pont sur la Garonne |
| "     |  | Melles           | 32.0 | D 44H vers Melles |
| N-230 |  | Fos              | 34.6 | Pont du Roi sur la Garonne, entrée en Espagne                                                                                                |